# Seznam nejrychlejších podání v tenise
Seznam nejrychlejších podání v tenise uvádí přehled servisů mužského a ženského tenisu, jimž byla naměřena nejvyšší rychlost. Z historického hlediska není úplný, když kvalitní měřicí technika byla dostupná až v éře moderního tenisu. Například podání Billa Tildena mělo v roce 1931 dosáhnout rychlosti 262,8 km/h, ale odborníci tuto hodnotu jednoznačně zpochybnili pro nepřesnost použitých měřicích přístrojů. Podle jejich názoru dřevěná raketa nemohla udělit míči tak vysokou rychlost.
Ačkoli Asociace tenisových profesionálů (ATP) formálně neuznává hodnoty rychlosti podání naměřených na challengerech pro neoptimalizaci měřicích radarů, přesto byl servis Australana Samuela Grotha o hodnotě 263 km/h zahraný v květnu 2012 na pusanském challengeru, změřen schváleným technickým zařízením a ostatní zaznamenaná data úderu se pohybovala v normálních rozpětích. Oficiální rekord ATP drží Američan John Isner, jenž ve čtvrtém zápasu dubnového 1. kola Světové skupiny Davis Cupu 2016 proti Australanovi Bernardu Tomicovi zahrál ve třetí sadě eso na „T“ (téčko) rychlostí 253,0 km/h. Hrálo se na trávě stadionu Kooyong a Isner utkání vyhrál 6–4, 6–4, 5–7 a 7–6.

## Seznam nejrychlejších podání

### Kritéria pro zařazení
V seznamu jsou uvedeni tenisté, kteří splnili následující kritéria:
- rychlost podání u mužů činila minimálně 225 km/h,
- rychlost podání u žen činila minimálně 200 km/h,[4]
- každý tenista je v seznamu zastoupen pouze jedinou hodnotou rychlosti podání a to nejvyšší dosaženou,
- v případě, že bylo zahráno více podání o stejné rychlosti, je starší z nich uvedeno výše – jako první.

### Muži
| Pořadí                   | tenista               | rychlost podání         | turnaj                                       | soutěž  | fáze        | zdroj       |
| ------------------------ | --------------------- | ----------------------- | -------------------------------------------- | ------- | ----------- | ----------- |
| 1.                       | Samuel Groth          | 263 km/h (163,4 mph)    | 2012, Busan Open Challenger Tennis           | dvouhra | 2. kolo     | [ 5 ] [ 6 ] |
| 2.                       | Albano Olivetti       | 257,5 km/h (160 mph)    | 2012, Internazionali Trofeo Lame Perrel–Faip | dvouhra | 1. kolo     | [ 7 ]       |
| 3.                       | John Isner            | 253 km/h (157,2 mph)    | 2016, Davis Cup                              | dvouhra | 1. kolo     | [ 8 ]       |
| 4.                       | Ivo Karlović          | 251,1 km/h (156 mph)    | 2011, Davis Cup                              | čtyřhra | 1. kolo     | [ 9 ]       |
| 4.                       | Jerzy Janowicz        | 251,1 km/h (156 mph)    | 2012, Pekao Szczecin Open                    | dvouhra | 1. kolo     | [ 10 ]      |
| 6.                       | Milos Raonic          | 250 km/h (155,3 mph)    | 2012, Rogers Cup                             | dvouhra | 2. kolo     | [ 11 ]      |
| 7.                       | Andy Roddick          | 249,4 km/h (155 mph)    | 2004, Davis Cup                              | dvouhra | semifinále  | [ 12 ]      |
| 8.                       | Joachim Johansson     | 244,6 km/h (152 mph)    | 2004, Davis Cup                              | čtyřhra | 1. kolo     | [ 13 ]      |
| 8.                       | Feliciano López       | 244,6 km/h (152 mph)    | 2014, Aegon Championships                    | dvouhra | 1. kolo     | [ 14 ]      |
| 10.                      | Marius Copil          | 244 km/h (151,6 mph)    | 2016, European Open                          | dvouhra | čtvrtfinále | [ 15 ]      |
| 11.                      | Hubert Hurkacz        | 243 km/h (151,0 mph)    | 2016, Davis Cup                              | dvouhra | 1. kolo     | [ 15 ]      |
| 12.                      | Taylor Dent           | 241,4 km/h (150 mph)    | 2010, SAP Open                               | dvouhra | ?           | [ 12 ]      |
| 13.                      | Ernests Gulbis        | 240,3 km/h (149,3 mph)  | 2007, St. Petersburg Open                    | dvouhra | ?           |             |
| 14.                      | Juan Martín del Potro | 240 km/h (149,1 mph)    | 2017, Stockholm Open                         | dvouhra | F           | [ 16 ]      |
| 15.                      | Greg Rusedski         | 239,8 km/h (149 mph)    | 1998, Newsweek Champions Cup                 | dvouhra | semifinále  | [ 17 ]      |
| 16.                      | Dmitrij Tursunov      | 237,0 km/h (147,25 mph) | 2006, Davis Cup                              | dvouhra | ?           |             |
| 16.                      | Frances Tiafoe        | 237,0 km/h (147,25 mph) | 2018, Estoril Open                           | dvouhra | finále      |             |
| 16.                      | Jo-Wilfried Tsonga    | 237,0 km/h (147,25 mph) | 2014, Rogers Cup                             | dvouhra | čtvrtfinále | [ 18 ]      |
| 18.                      | Gaël Monfils          | 235 km/h (146 mph)      | 2007, Legg Mason Tennis Classic              | dvouhra | čtvrtfinále | [ 12 ]      |
| 18.                      | Dušan Vemić           | 235 km/h (146 mph)      | 2008, Countrywide Classic                    | ?       | ?           | [ 12 ]      |
| 18.                      | Marin Čilić           | 235 km/h (146 mph)      | 2016, Davis Cup                              | dvouhra | 1. kolo     |             |
| 21.                      | Ričardas Berankis     | 234 km/h (145,5 mph)    | 2011, Open d'Orléans                         | dvouhra | čtvrtfinále | [ 19 ]      |
| 21.                      | Stan Wawrinka         | 234 km/h (145,5 mph)    | 2014, Davis Cup                              | čtyřhra | finále      | [ 20 ]      |
| 23.                      | Ivan Ljubičić         | 233,4 km/h (145 mph)    | 2007, Pacific Life Open                      | dvouhra | ?           | [ 12 ]      |
| – oficiálně neuznáno ATP |                       |                         |                                              |         |             |             |

### Ženy
Ženská tenisová asociace (WTA) neuznává ani nevede statistiky rychlosti podání zahraných mimo určené hlavní soutěže turnajů na okruhu WTA Tour (podmínkou záznamu je také kalibrované zařízení měření rychlosti na dvorci). Oficiálně tak nejsou do statistik započítány podání v kvalifikačních soutěžích a turnajích pořádaných Mezinárodní tenisovou federací (ITF), včetně Fed Cupu a letních olympijských her.
| Pořadí                   | tenistka                         | rychlost podání        | turnaj                      |
| ------------------------ | -------------------------------- | ---------------------- | --------------------------- |
| 1.                       | Georgina Garcia Pérezová         | 220,0 km/h (136,7 mph) | 2018, Hungarian Ladies Open |
| 2.                       | Sabine Lisická (GER)             | 210,8 km/h (131,0 mph) | 2014, Stanford Classic      |
| 3.                       | Venus Williamsová (USA)          | 207,6 km/h (129,0 mph) | 2007, US Open               |
| 4.                       | Ivana Jorovićová                 | 207,0 km/h (128,6 mph) | 2017, Fed Cup               |
| 5.                       | Serena Williamsová (USA)         | 206,4 km/h (128,3 mph) | 2013, Australian Open       |
| 6.                       | Julia Görgesová (GER)            | 203,0 km/h (126,1 mph) | 2012, French Open           |
| 6.                       | Caroline Garciaová               | 203,0 km/h (126,1 mph) | 2016, Fed Cup               |
| 8.                       | Brenda Schultz-McCarthyová (NED) | 202,7 km/h (126,0 mph) | 2007, Indian Wells Masters  |
| 9.                       | Nadija Kičenoková (UKR)          | 202,0 km/h (125,5 mph) | 2014, Australian Open       |
| 10.                      | Lucie Hradecká (CZE)             | 201,2 km/h (125,0 mph) | 2015, Wimbledon             |
| 10.                      | Naomi Ósakaová (JPN)             | 201,2 km/h (125,0 mph) | 2016, US Open               |
| 12.                      | Anna-Lena Grönefeldová (GER)     | 201,1 km/h (125,0 mph) | 2009, Indian Wells Masters  |
| 13.                      | Ana Ivanovićová (SRB)            | 201,0 km/h (124,9 mph) | 2007, French Open           |
| 13.                      | Denisa Alertová (CZE)            | 201,0 km/h (124,9 mph) | 2015, Australian Open       |
| 15.                      | Kristina Mladenovicová (FRA)     | 200,0 km/h (124,3 mph) | 2009, French Open           |
| – oficiálně neuznáno WTA |                                  |                        |                             |